# Weißbauch-Schwalbenstar
Der Weißbauch-Schwalbenstar (Artamus leucorynchus), auch Weißbrust-Schwalbenstar genannt, ist ein 17 Zentimeter großer Vertreter aus der Gattung der Schwalbenstare (Artamus) in der Familie der Schwalbenstarverwandten (Artamidae).

## Aussehen
Die Vögel haben ein schwarzes Rückengefieder, der Bauch ist weiß. Der Kopf, die Schwanzunterseite und die Beine sind ebenfalls schwarz. Der Schnabel ist metallisch grau. Männchen und Weibchen sehen sich sehr ähnlich. Das Gewicht beträgt bis zu 73 Gramm.

## Verbreitung und Lebensraum
Diese Art kommt in Waldgebieten und den Mangrovengebieten Australiens, auf der Insel Neuguinea, den Philippinen, den Andamanen, auf Palau und den Fidschi-Inseln vor.

## Lebensweise
Die Vögel sind Lauerjäger, die von einem Astansitz aus nach Insekten Ausschau halten und sie dann im Sturzflug fangen. Daneben suchen sie auch am Boden nach Insekten und deren Larven. Sie leben in kleinen Gruppen von bis zu zehn Tieren zusammen. In kalten Nächten sitzen die Tiere eng auf Ästen zusammen, um sich gegenseitig zu wärmen.

## Fortpflanzung

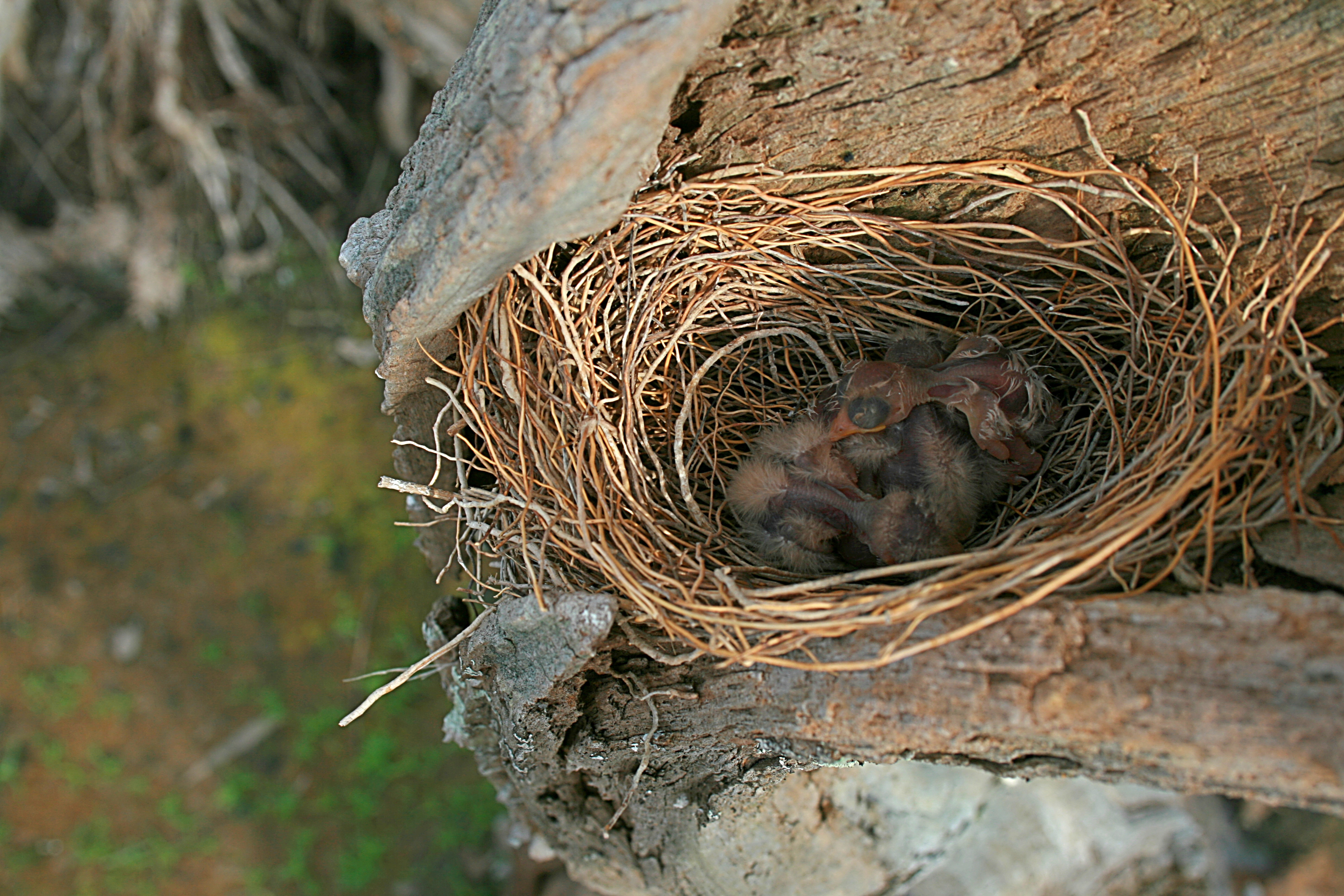
Junge Weißbauch-Schwalbenstare im Nest

Bei der Balz bringt das Männchen dem Weibchen Futter, welches es im Flug dem Weibchen überreicht. Danach flattert das Männchen mit weit offenen Flügeln und gespreizten Schwanz so lange hin und her, bis beide Partner synchrone Flugbewegungen vollziehen. Danach kommt es zur Paarung. Zur Brutzeit bauen sie ein napfförmiges Nest aus kleinen Holzstöcken, das sie in Astgabeln oder hohlen Stämmen eines Baumes anlegen. Manchmal werden auch verlassene Vogelnester bezogen. Die 3–4 cremeweißen, mit rotbraunen Flecken versehenen Eier werden von beiden Eltern bis zu 19 Tage bebrütet. Bei der Versorgung der Jungen helfen auch andere Artgenossen mit.

## Gefährdung und Schutzmaßnahmen
Da die Art noch relativ häufig vorkommt und keine Gefährdungen bekannt sind, wird sie von der IUCN als nicht gefährdet (least concern) eingestuft.

## Unterarten
Es sind neun Unterarten bekannt:
- Artamus leucorynchus pelewensis Finsch, 1876 auf Palau.
- Artamus leucorynchus leucorynchus (Linnaeus, 1771) von den Philippinen bis Borneo.
- Artamus leucorynchus amydrus Oberholser, 1917 im westlichen Teil der Malaiischen Halbinsel, auf Sumatra, auf Java, auf Bali und den angrenzenden Inseln.
- Artamus leucorynchus humei Stresemann, 1913 auf den Andamanen und Kokosinseln.
- Artamus leucorynchus albiventer (R. P. Lesson, 1831) auf Sulawesi und den westlichenw und zentralen Kleinen Sundainseln.
- Artamus leucorynchus musschenbroeki A. B. Meyer, 1884 auf den Tanimbarinseln und Babarinseln.
- Artamus leucorynchus leucopygialis Gould, 1842 auf den Molukken, Neuguinea und den Aru-Inseln.
- Artamus leucorynchus melaleucus (Wagler, 1827) in Neukaledonien und auf den Loyalitätsinseln.
- Artamus leucorynchus tenuis Mayr, 1943 auf Vanuatu und den Banks-Inseln.